# Audrey Linkenheld
Audrey Linkenheld, née le 11 octobre 1973 à Strasbourg (Bas-Rhin), est une femme politique française. Elle est députée du Nord de 2012 à 2017, première adjointe à la ville de Lille de 2020 à 2023 et sénatrice depuis 2023.

## Biographie
Commençant son engagement politique dans le Mouvement des jeunes socialistes (MJS) dont elle a été secrétaire nationale, Audrey Linkenheld devient conseillère municipale de Lille chargée du logement en 2008. Candidate aux élections législatives de 2012 dans la deuxième circonscription du Nord, elle est notamment opposée à un autre adjoint au maire de Lille, Éric Quiquet. Élue au terme du deuxième tour avec 64,69 % des voix, elle succède à Bernard Derosier,.
Après la victoire de Benoît Hamon à la primaire citoyenne de 2017, elle est nommée responsable thématique « Politique de la ville, logement » avec Daniel Goldberg de sa campagne présidentielle,.
Candidate à sa réélection aux élections législatives de 2017, elle est éliminée dès le premier tour.
Elle fait partie du conseil d'administration de l'Institut d'études politiques de Lille.
Lors du congrès du PS de 2023, Audrey Linkenheld soutient la motion proposée par Olivier Faure. Candidate en deuxième place sur la liste de Patrick Kanner aux élections sénatoriales de 2023 dans le Nord, elle est élue sénatrice lors de ce scrutin.

## Détail des mandats et fonctions
- Conseillère municipale de Lille chargée du logement de 2008 à 2012.
- Députée de la 2e circonscription du Nord de 2012 à 2017.
- Première adjointe à la maire de Lille chargée de la transition écologique et du développement soutenable de 2020 à 2023[9].
- Vice-présidente du groupe majoritaire de la mairie de Lille depuis 2020 : Lille en commun, durable et solidaire.
- Vice-présidente à la MEL chargée du climat, de la transition écologique et de l'énergie de 2020 à 2023.
- Sénatrice du Nord depuis 2023.